# Катока (кимберлитовая трубка)
Кимберли́товая тру́бка «Катока» — кимберлитовая трубка на северо-востоке республики Ангола. Располагается в северо-западной части провинции Южная Лунда. Трубка по своим размерам представляет собой одно из крупнейших коренных месторождений алмазов в мире.

## История
Трубка «Катока» обнаружена в 1969 году старателями, вышедшими на неё по шлейфу алмазов в русловых отложениях рек Катока и Лова. Месторождение «Катока» получило своё название по имени ручья, протекающего по поверхности кимберлитовой трубки.
В 2025 году доля компании «АЛРОСА» в проекте по добыче алмазов «Катока» в Анголе перешла  Taadeen, структуре суверенного фонда Омана.

## Геология
Размер трубки 900×900 м, форма в плане почти изометрическая, слегка угловатая. Площадь её выхода на современную поверхность составляет 66,2 га. Контакты до глубины 130—150 м крутопадающие. Сокращение площади на первых 80—100 м составляет 19—20 %. Ниже поперечное сечение трубки равно 530×550 м. Непосредственно на дневной поверхности кимберлит обнажается только в западной части трубки; площадь выхода около 115 тыс. м2. Остальная её часть перекрыта свалами пустых пород мощностью в среднем 20,2 м. 
Трубка обладает сложным внутренним строением. В центральной её части располагаются эффузивно-осадочные породы. Их выход на поверхность в виде чашеподобного тела занимает почти 30 % площади трубки (179 тыс. м2); максимальная мощность «чаши» — 114 м. Приконтактовая зона трубки шириной от 50—100 до 200—230 м представлена массивными (порфировыми) кимберлитами, содержащими алмазов в несколько раз больше, чем эффузивно-осадочные породы. С глубиной ширина кольца порфирового кимберлита уменьшается за счёт увеличения площадей распространения средне- и мелкообломочного брекчиевидного кимберлита, в котором в виде отдельных линз и гнёзд отмечается тонкозернистый туфообразный кимберлит. Начиная с глубины 50—100 м от поверхности, в центральной части трубки установлена ещё одна разновидность — интенсивно трещиноватый массивный мелкопорфировый кимберлит.
Изученный выветрелый кимберлит верхних горизонтов трубки сложен монтмориллонитом, серпентином, вермикулитизированным флогопитом; здесь же присутствуют в различной степени изменённые полевые шпаты и кварц. Чуждые кимберлиту минералы тяжёлой фракции представлены эпидотом, цирконом, турмалином, сфеном. Среди аутигенных минералов преобладают лейкоксен, сидерит, гидроксиды железа. Из первичных минералов в кимберлитах верхних горизонтов трубки сохранились зёрна пиропа фиолетово-красного цвета и изумрудно-зелёного хромдиопсида. Содержание калия в породе — 0,10 %, урана — 2, 7 г/т, тория — 4,1 г/т.
Характерной особенностью трубки является округлая форма алмазов. Плоскогранные и острорёберные формы практически не встречаются. Сколы алмазов несут следы растворения, не более 30 % камней имеют на гранях штриховку. Содержание ювелирных разностей 32,6 %. Самый крупный алмаз весил  114 карат.

## Топографические карты
Лист карты C-34-XV (Ю. П.).